# Panorpa kiusiuensis
Panorpa kiusiuensis är en näbbsländeart som beskrevs av Syuti Issiki 1929. Panorpa kiusiuensis ingår i släktet Panorpa och familjen skorpionsländor. Inga underarter finns listade i Catalogue of Life.